# Константен, Мишель
Мишель Константен (фр. Michel Constantin; 13 июля 1924, Булонь-Бийанкур, Франция — 29 августа 2003, Драгиньян, Франция) — французский актёр. Выходец из семьи русских эмигрантов, настоящие имя и фамилия — Константин Хохлов. В Советском Союзе был больше всего известен как исполнитель главной роли в фильме «Жил-был полицейский».

## Биография

### Ранние годы жизни
Отец Мишеля Константена, Константин Михайлович Хохлов, который по семейным преданиям являлся прямым потомком Чингисхана, происходил из среднепоместной дворянской семьи Тамбовской губернии и проживал на территории Варшавского генерал-губернаторства в период её вхождения в состав Российской империи. Мать, русско-литовско-польского происхождения, была уроженкой Виленской губернии.
Отец воевал офицером в Добровольческой армии Деникина, и в 1920 году вместе с молодой женой покинул Россию. Пара оказалась сначала в Польше, а затем жила в Германии до переезда во Францию. Семья, в которой тем временем появились две дочери, переезжала несколько раз, пока отец, в числе нескольких тысяч других российских эмигрантов, не нашёл работу на заводе Renault в Булонь-Бийанкуре под Парижем.
Здесь 13 июля 1924 года у них родился сын Константин Контантинович Хохлов.
Поскольку семья была скромного достатка, Константин в 14 лет поступил в училище при автомобильном заводе Renault и работал на заводе до Второй мировой войны.
После окончания войны он занимался закупкой продукции и сырья, что позволяло ему объехать всю Францию, а потом с двумя друзьями в Париже он начал собственный бизнес, который, по его определению, был на то время «самым крупным французским производством игл для вязальных машин». Бизнес был успешным, пока журналистика не заставила его выйти из этого дела.

### Спортивные достижения
Наряду с профессиональной деятельностью Константин Хохлов серьёзно занимался спортом. Начав с футбола, он переключился на лёгкую атлетику, затем играл в баскетбол и, наконец в волейбол, который был ещё мало популярен в то время. Он усердно обучался игре, чтобы иметь совершенную технику. В это время  взял псевдоним Мишель Константен, чтобы сделать жизнь проще.В составе различных волейбольных клубов он семь раз получал звание чемпиона Франции по волейболу (3 раза с C.O Billancourt и 4 раза с Racing Club de France). А в 1947 году он вошёл в состав первой сборной команды Франции по волейболу, с которой в 1948 году принял участие в 1-м чемпионате Европы по волейболу, а на следующий год в чемпионате мира в Праге. Вскоре он стал капитаном сборной команды Франции. Двукратный призёр чемпионатов Европы по волейболу (1948 и 1951).
В ходе своей волейбольной карьеры он вступал в контакт со спортивной прессой и в 1951 года был приглашён фрилансером в спортивную ежедневную газету L’Équipe, чтобы периодически делать обзоры о новостях волейбола. Со временем он, продолжая профессионально заниматься спортом, стал вести в газете разделы баскетбола, гандбола и волейбола, проработав в ней 15 лет.
В 1960 году он начал работать тренером в своем клубе Racing Club de France, а закончил тренерскую карьеру в 1970 году.

### Дебют в кино
Мишель Константен жил в 500 метрах от знаменитой киностудии и, как многие его местные товарищи, проявлял большой интерес к кино с самого раннего детства. Занимаясь в своё время поставкой хлеба для киностудии, он познакомился с кем-то из её персонала, а потом через газету он подружился с Лино Вентурой и таким образом попал в массовку фильма Марка Аллегре «Обрывая лепестки ромашки» (1956) в качестве зрителя, который смотрит стриптиз.
Приятель Мишеля Константена Жан-Клод Жоливьер (фр. Jean-Claude Joliviere) вспоминал:

Любопытно, что Мишель всегда говорил мне о кино больше чем о спорте! Мы чувствовали, что он действительно хочет сделать карьеру в этой области…Оригинальный текст (фр.)...c’est curieux, Michel me parlait toujours de cinéma, plus que de sport! On sentait qu’il voulait vraiment faire une carrière dans ce domaine.
И у него на это были основания.
В шестидесятые годы продюсеры и режиссёры криминальных фильмов начали использовать бывших спортсменов для усиления актёрского состава. Волейболист Мишель Константен с его атлетическим телосложением, тяжёлым подбородком, низким голосом и акцентом русскоязычного Бийанкура пришёлся как нельзя кстати.
Режиссёр Жак Беккер для своего последнего фильма по бестселлеру Жозе Джованни подбирал непрофессиональных актёров и искал «крутого» парня на роль одного из пяти заключенных, которые делают отверстие в полу своей камеры для побега из тюрьмы. Он знал капитана волейбольной команды по клубу Racing Club, где также играл его сын — будущий режиссёр Жан Беккер, и пригласил Мишеля Константена на роль Жо Кассена.
Фильм «Дыра», вышедший на экраны в начале 1960 года, имел огромный успех. На Мишеля Константена обратили внимание, и сразу преступление прилипает к его коже.
На следующий год он появился в роли главаря американских рэкетиров в фильме «Месть марсельца» Жана Беккера, сына Жака, тоже по роману Жозе Джованни.
Константен сыграл ещё несколько эпизодических ролей, пока участие в фильме «Лужёные глотки» в 1965 году не изменило окончательно его жизнь. Он настолько интересно интерпретировал второстепенную роль раздражительного лесоруба, что режиссёр Жорж Лотнер осмелился поместить его на первый план в качестве спарринг-партнёра Лино Вентуры в пародийной комедии «Не будем ссориться». И в этом же году его друг Жозе Джованни сделал его главным героем в своей интеллектуальной и мрачной версии романа «Искатели приключений» под названием «Закон выжившего». Здесь Мишель Константин утвердил себя в подогнанной под него роли ветерана войны в Индокитае и авантюриста по прозвищу «Калмык» (имея в виду его происхождение), которая хорошо использовала его физические данные, чувственность и обаяние мачо.
Мишелю Константену пришлось отказаться от своей работы журналиста:

 После «Дыры» я решил прекратить этот эксперимент…Мне удавалось балансировать между двумя карьерами до сентября 1966 года, когда я был вынужден уйти из газеты.Оригинальный текст (фр.)Après Le trou, je décidais de clore l'expérience...De fil en aiguille, je menais de pair deux carrières, jusqu'en septembre 1966 où je fus bien obligé de donner ma démission au journal.
— сказал он несколько лет назад.

### Успех и популярность
В начале 1970-х годов карьера Мишеля Константена достигла своего пика, — он был одним из самых востребованных и успешных французских актёров. Он много работал в Италии, снимался у крупнейших европейских режиссёров: Теренса Янга, Сержо Соллимы, Альберто де Мартино, Сидни Хайерса,
Однако он получал роли преимущественно в криминальных фильмах (поларах) и комедиях с чёрным оттенком, воплощая широкий набор «крутых» персонажей с той или иной стороны закона. «Дядюшка-гангстер французского кино» — называл себя актёр. Он чувствовал, что попал в замкнутый круг, повторяя самого себя из триллера в комедию и пародию, вплоть до карикатуры:

Я устал быть марионеткой и подчиняться приказам режиссёров, лишённых всякого воображенияОригинальный текст (фр.)fatigué d'être une marionnette et de devoir obéir à des réalisateurs dépourvus de toute imagination.
И всё-таки он смог вырваться из рамок своего амплуа, сыграв совершенно разных по своей сути героев: в криминальных драмах «Незнакомцы» (1969) и «Мужчины» (1973), в комедиях «Жил-был полицейский» (1971) и «Чемодан» (1973), в драме «Бестия» (1974), в триллере «По ту сторону страха» (1975).
В криминальной драме «Незнакомцы» он «освежил» впечатление о себе как о немногословном и мужественном защитнике рядом с одной из самых красивых актрис тех лет Сентой Бергер.
В экранизации биографической истории из жизни гангстера «Мужчины» актёр был убедителен во всех подробностях этого характера с его представлениями о мужской дружбе, кодексе чести, верности и мести.
В детективной комедии «Жил-был полицейский» он обнаруживает свою сентиментальную сторону в роли угрюмого, ворчливого, милого и забавного комиссара бригады по борьбе с наркотиками Кампана, вынужденного изображать семейного человека в паре с героиней очаровательной Мирей Дарк.
В политически некорректной для нашего века (и от этого ещё более смешной) комедии «Чемодан» он является дружелюбным и симпатичным, с приземлёнными стремлениями, французским шпионом, который кантует своего израильского коллегу в большом чемодане, чтобы спасти ему жизнь.
В итальянской картине «Зверюга» Мишель Константен совсем другой, неожиданный, предстает в роли колоритного дальнобойщика Сандро, помещённого в повседневность рабочей Италии 70- х годов с произволом мелких работодателей, трусостью профсоюзов, алчностью мафии и с дополнением семейных неурядиц.
В психологическом противостоянии триллера «По ту сторону страха» актёр в образе матёрого бандита, загнанного полицией в угол, запоминается целым спектром эмоций: от совершенного безумия во взгляде до мимолётного сочувствия к испуганной заложнице.

### 1980—2000-е годы
В восьмидесятые годы Мишель Константен продолжает сниматься, но ему доверяют главным образом небольшие роли.
Тем не менее, три фильма позволили карьере Мишеля Константена получить второе дыхание. Речь идет о кинофильмах «Стрельбы» (1982), «Драка» (1985) и «Дикий закон» (1988). Но, пожалуй, его самой известной ролью в этот период было появление в 1984 году вместе с Жан-Полем Бельмондо в приключенческой картине «Авантюристы» Анри Вернея.
В восьмидесятые годы Мишель Константен ещё регулярно присутствует на французском телевидении. В 1985 году он даёт начало и в течение нескольких месяцев ведёт телевизионное игровое шоу «Anagram» на канале TF1. С 1988 по 1991 год он исполняет главную роль отставного полицейского по фамилии Папароф в небольшом одноимённом телесериале. А в 1988 году новая публика обнаруживает актёра в сериале итальянского режиссёра Стено «Большой человек», в главной роли в серии под названием «365 долларов за унцию».
В 1991 году Мишель Константен снимается в своём последнем кинофильме «Город на продажу» режиссёра Жан-Пьера Moки. А после участия в короткометражном фильме «Парижская мелодия» в 1994 году он уходит со съёмочной площадки и окончательно переезжает в свою виллу La Rocca (названную им в честь известного фильма) с видом на залив Сен-Тропе в курортном городке Сент-Максим. Он обрабатывает свой сад, плавает кролем в своем бассейне, играет в бридж, устраивает волейбольные турниры  и продолжает участвовать в организации спортивного досуга туристов на Корсике в сети Club Med, международного туристического оператора:

…моя большая страсть — это «городки» для отдыха. Я являюсь отчасти одним из организаторов Club Med, и я много занимаюсь «городками» для отдыха в течение тридцати пяти лет.Оригинальный текст (фр.)ma grande passion ce sont les villages de vacances. Je suis un peu un des fondateurs du Club Méditerranée et je me suis beaucoup occupé de villages de vacances pendant trente-cinq ans.

На вопрос поклонника, почему его давно не видно на экране, он ответил, что «если бы предложили что-то для него интересное, он бы снялся»," но у него очень больна супруга, и он ежедневно заботится о ней при большом участии его дочери".
Актёр ещё раз появится на экране в 2001 году, в документальном фильме La route des grandes gueules, который ведёт хронику съёмок фильма «Горлопаны» (1965) спустя 35 лет.
Мишель Константен умирает 29 августа 2003 года в возрасте 79 лет от сердечного приступа в больнице Драгиньяна, куда он попал несколькими неделями ранее с переломом шейки бедра. Он был кремирован, а его прах развеян на пляже полуострова Жьен, где он познакомился с женщиной своей жизни.
Вот как о Мишеле Константене говорит Ги Готье (фр. Guy Gauthier), французский писатель и кинокритик, в своей книге Des Grandes Gueules Pour Un Haut-Fer:

Это был жёсткий дядюшка-гангстер французского кино с мягким сердцем. Публика, как правило, склонна верить тому, что говорят в фильмах. Но Мишель был полной противоположностью плохого парня. Немного скряга, конечно, по мелочи, бывало, давился, когда надо было просить возмещение расходов, но это был хороший товарищ… обязательный в кино.Оригинальный текст (фр.)Ce tonton flingueur du cinéma français était un dur au cœur tendre. Le public a tendance à croire ce qu'on raconte dans les films. Mais Michel était tout le contraire d'un mauvais garçon. Un peu rapiat, certes, comptant ses sous, il râlait un peu lorsqu'il fallait réclamer des défraiements, mais c'était un bon compagnon... du devoir cinématographique.

### Личная жизнь
В 1956 году в центре отдыха на юге Франции он встретил молодую учительницу Мод Серре (фр. Maud Serres), на которой женился 13 июля 1957 года. Они состоят в браке до смерти жены в 1996 году. В 1962 году у них родилась дочь — Софья Константиновна Хохлова (фр. Sophie Hokhloff Onimus Constantin).

### Автобиография
В 1973 году Мишель Константен опубликовал автобиографию Ma grande gueule: du volley-ball au cinéma (Моя большая глотка: от волейбола до кино) с предисловием своего друга Жан-Поля Бельмондо.

### Дань памяти
- «С большой грустью я узнал о смерти Мишеля Константена, культового актёра французского качественного развлекательного кино. Присутствием его импозантной фигуры и низких тонов его голоса отмечены фильмы великих французских режиссёров, таких как: Жан Беккер, Робер Энрико, Жан-Пьер Мельвиль и Жорж Лотнер. Это телосложение, соединённое с его бесспорным талантом, в интерпретации персонажей очень часто маргинального поведения позволили ему завоевать прочную любовь публики и оставить свой след в великом французском популярном кино высокого качества. Его семье и друзьям я выражаю свои глубокие соболезнования.»

- 21 мая 2011 года в одном из кинотеатров культурного центра Карре Леон Гамон (фр. Carré Léon Gaumont ) в Сент-Максиме состоялось торжественное открытие Зала Мишеля Константена в присутствии мэра города, г-на Винсана Мориза (фр. Vincent Morisse ), Муниципального совета, дочери актёра Софи и его внука.
- Бридж-клуб Сент-Максима каждый год, с 2011 года, проводит турниры имени Мишеля Константена, большого любителя бриджа, который в течение многих лет был вице-президентом клуба.
- В 2000 году спортивная ежедневная газета «L’Equipe» включила Мишеля Константена в число 12-ти игроков «сборной команды Франции XX века»[10].

## Фильмография

### Кинофильмы
- 1956 : Обрывая лепестки ромашки / Мадемуазель стриптиз (En effeuillant la marguerite), реж. Марк Аллегре (Marc Allégret) — зритель стриптиза (в титрах не указан)
- 1959 : Дыра (Le Trou), реж. Жак Беккер (Jacques Becker) — Жо Кассен
- 1961 : Месть Марсельца (Un nommé La Rocca), реж. Жан Беккер (Jean Becker) — главарь американских рэкетиров
- 1961 : Человеческий закон (La Loi des hommes), реж. Шарль Жерар (Charles Gérard) — друг Софи
- 1963 : Мегрэ и гангстеры (Maigret voit rouge), реж. Жиль Гранжье (Gilles Grangier) — Тони Чичеро
- 1964 : Гориллы (Les Gorilles), реж. Жан Жиро (Jean Girault) — Отто, легионер (в титрах не указан)
- 1965 : Лужёные глотки / Горлопаны / Лесорубы (Les Grandes Gueules), реж. Робер Энрико (Robert Enrico) — Скида
- 1966 : Не будем ссориться (Ne nous fâchons pas), реж. Жорж Лотнер (Georges Lautner) — Джефф, владелец «Homard Américain»
- 1966 : Второе дыхание (Le Deuxième Souffle), реж. Жан-Пьер Мельвиль (Jean-Pierre Melville) — Альбан
- 1966 : Джерк в Стамбуле (Jerk à Istamboul), реж. Френсис Риго (Francis Rigaud) — Венсан
- 1967 : Ограбление (Mise à sac), реж. Ален Кавалье (Alain Cavalier) —- Жорж
- 1967 : Закон выжившего (La Loi du survivant), реж. Жозе Джованни (José Giovanni) — Стэн Крол, или «Калмык»
- 1967 : А завтра вас бросит в адское пекло / Ад в Арденнах (Des Ardennes à l’enfer ou La Gloire des canailles / Dalle Ardenne all’inferno), реж .Альберто Де Мартино (Alberto de Martino) — сержант Рудольф Петровски
- 1968 : Южная звезда (L'Étoile du sud / The Southern Star), реж. Сидни Хейерс (Sidney Hayers) — Хосе
- 1969 : Незнакомцы (Les Étrangers), реж. Жан-Пьер Десанья (Jean-Pierre Desagnat) — Шамун
- 1969 : Невеста пирата (La Fiancée du pirate), реж. Нелли Каплан (Nelly Kaplan) — Андре
- 1969 : Кожа Торпедо (La Peau de Torpédo), реж. Жан Деланнуа (Jean Delannoy) — Костер
- 1969 : Легкомысленный убийца (Vertige pour un tueur), реж. Жан-Пьер Десанья (Jean-Pierre Desagnat) — Рене
- 1970 : Последнее известное место жительства (Dernier domicile connu), реж. Жозе Джованни (José Giovanni) — Грэг
- 1970 : Аспид (L’Ardoise), реж. Клод Бернар-Обер (Claude Bernard-Aubert) — Тео Гилани
- 1970 : Пусть звучит этот вальс (Laisse aller, c’est une valse), реж. Жорж Лотнер (Georges Lautner) — Мишель
- 1970 : Холодный пот (De la part des copains / Cold Sweat), реж. Теренс Янг (Terence Young) — Вермон, или Уайти
- 1970 : Полицейский (Un condé), реж. Ив Буассе (Yves Boisset) — Вилетти
- 1970 : Город насилия (La Cité de la violence / Città violenta), реж. Серджо Соллима (Sergio Sollima) — Киллейн
- 1971 : Львиная доля (La Part des lions), реж. Жан Ларьяга (Jean Larriaga) — инспектор Мишель Грацци
- 1972 : Жил-был полицейский (Il était une fois un flic), реж. Жорж Лотнер (Georges Lautner) — комиссар Кампана
- 1972 : Клан марсельцев / Приносящий беду (La Scoumoune), реж. Жозе Джованни (José Giovanni) — Ксавье
- 1972 : Человек умер (Un homme est mort), реж. Жак Дерэ (Jacques Deray) — Антуан
- 1972 : Вожаки (Les Caïds), реж. Робер Энрико (Robert Enrico) — Вайс
- 1973 : Мужчины (Les Hommes), реж. Даниель Винь (Daniel Vigne) — Мариус Фантони, или «Фанто»
- 1973 : Матрос (Le Mataf), реж. Серж Леруа (Serge Leroy) — Бернар Сольвий, или «Матрос»
- 1973 : Чемодан / Дипломатический багаж (La Valise), реж. Жорж Лотнер (Georges Lautner) — капитан Ожье
- 1973 : Ок, патрон (OK patron), реж. Клод Виталь (Claude Vital) — Марио (в титрах не указан)
- 1974 : Девушка с Виа Кондотти (Meurtres à Rome / La ragazza di via Condotti), реж. Джерман Лоренте (Germain Lorente) — инспектор Пальма
- 1974 : У савана нет карманов (Un linceul n’a pas de poches), реж. Жан-Пьер Моки (Jean-Pierre Mocky) — Кулли
- 1974 : Зверюга (Deux grandes gueules / Il Bestione), реж. Серджо Корбуччи (Sergio Corbucci) — Сандро Колаутти
- 1974 : Травля (La Traque), реж. Серж Леруа (Serge Leroy) — капитан Нимье
- 1975 : По ту сторону страха (Au-delà de la peur), реж. Янник Андреи (Yannick Andréi) — Рене Гийу
- 1977 : Этот проклятый бронепоезд / Бесславные ублюдки (Une poignée de salopards / Quel maledetto treno blindato), реж. Энцо Кастеллари (Enzo G. Castellari) — Вероник
- 1977 : Крест Сахары (Les Requins du désert / Sahara cross), реж. Тонино Валери (Tonino Valerii) — Хосе
- 1977 : Это тильт (Ça fait tilt), реж. Андре Юнебель (André Hunebelle) — Раймон Легри
- 1978 : Потомственный карманник (Plein les poches pour pas un rond), реж. Даниель Даер (Daniel Daert) — Стефф, таксист
- 1981 : Знак Фуракс (Signé Furax), реж. Марк Сименон (Marc Simenon) — Гуньяш, или Гром-Греми
- 1981 : Деревянное пальто (Il cappotto di legno), реж. Джанни Манера (Gianni Manera) — дон Винченцо Таласко
- 1982 : Стрельбы (Tir groupé), реж. Жан-Клод Миссьен (Jean-Claude Missiaen) — Александр Ганьон
- 1982 : Без пятнадцати два до Рождества Христова (Deux heures moins le quart avant Jésus-Christ), реж. Жан Янн (Jean Yanne) — секутор
- 1984 : Авантюристы (Les Morfalous), реж. Анри Верней (Henri Verneuil) — унтер офицер Эдуар Маюзар
- 1984 : Телефон всегда звонит дважды (Le téléphone sonne toujours deux fois), реж. Жан-Пьер Вернь (Jean-Pierre Vergne) — режиссёр
- 1984 : Ночной дозор (Ronde de nuit), реж. Жан-Клод Миссьен (Jean-Claude Missiaen) — инструктор в тире (голос)
- 1985 : Драка (La Baston), реж. Жан-Клод Миссьен (Jean-Claude Missiaen) — Рауль
- 1986 : Дикий закон (La Loi sauvage), реж. Франсис Рессер (Francis Reusser) — Виктор
- 1991 : Город на продажу (Ville à vendre), реж. Жан-Пьер Моки (Jean-Pierre Mocky) — доктор Бернье
- 1994 : Парижская мелодия (Paris melody), реж. Юра Будиченко (Youra Bouditchenko), к /м — Мишель Константен

### Телевизионные фильмы
- 1972 : Avec le coeur, реж. Реми Грумбах (Rémy Grumbach), муз. шоу — разные роли
- 1974 : La Vitesse du vent, реж. Патрик Жамен (Patrick Jamain) — комиссар Мельник
- 1979 : Histoires de voyous: Des immortelles pour Mademoiselle, реж. Paul Siegrist — Мишель
- 1982 : Mettez du sel sur la queue de l’oiseau pour l’attraper, реж. Philippe Ducrest — Федерик Малларо
- 1983 : On ne le dira pas aux enfants, реж. Philippe Ducrest — Марк Антуан
- 1985 : Le Deuxième Couteau, реж. Жозе Дайан (Josée Dayan) — комиссар
- 1991 : Femme de voyou, реж. Жорж Бричански (George Britschansky) — Луи
- 2001 : La Route des Grandes Gueules, реж. Philippe Crave, Roger Viry-Babel, док. фильм — Мишель Константен

### Сериалы
- 1977 : Les Diamants du président, реж. Клод Буассоль (Claude Boissol) — Жорж Лансье (6 эпизодов)
- 1987—1991 : Марк и Софи (Marc et Sophiе), (1-й эпизод : Nicotine ni coquine, 1987)
- 1987—1988 : Большой человек (Big Man), реж. Стено (Steno) — Ксавье Бода, эпизод: 395 долларов за унцию (395 dollari l’oncia), 1988
- 1988—1991 : Папароф (Paparoff), реж. Дени де Ла Пательер, Жан-Пьер Ришар, Дидье Альбер (Denys de La Patellière, Jean-Pierre Richard, Didier Albert) — Папароф (8 эпизодов, 1988—1991)